# 함상명
함상명(咸相明, 1995년 11월 10일~)은 대한민국의 권투 선수, 지도자이다. 2016년 하계 올림픽 복싱 밴텀급에 대한민국 국가대표로 참가했다.